# گنکولوب
گنکولوب (به لاتین: Genekolob) یک منطقهٔ مسکونی در روسیه است که در داغستان واقع شده‌است.